# NK Samobor
Maillots
Dernière mise à jour : 14 février 2012.
Le NK Samobor est un club de football croate basé à Samobor dans le comitat de Zagreb.

## Le club
| Championnat       | dernière participation |
| ----------------- | ---------------------- |
| 1. HNL            | 1998                   |
| 3. HNL - Središte | actuellement           |

## Stade

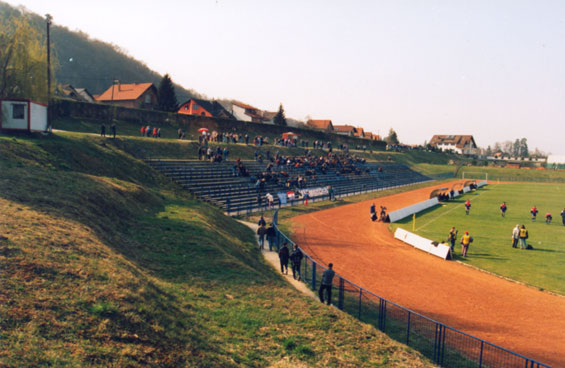
Stade Hebrangova

L'équipe joue actuellement dans le stade Hebrangova qui accueille 5 000 places.

## Anciens joueurs
- Igor Bišćan